# Königsberg (1927)
El Königsberg fue un crucero ligero (Leichter Kreuzer) alemán que estuvo en servicio entre 1929 y abril de 1940, incluido el servicio en la Segunda Guerra Mundial. Era el buque líder de la clase homónima y estuvo sucesivamente operado por dos armadas alemanas, la Reichsmarine y la Kriegsmarine. Tenía dos buques gemelos, el Karlsruhe y el Köln. El Königsberg fue construido por la Kriegsmarinewerft en Wilhelmshaven; fue puesto en quilla en abril de 1926, botado en marzo de 1927 y asignado a la Reichsmarine en abril de 1929. Estaba armado con una batería principal de nueve cañones SK C/25 de 150 mm en tres torretas triples y tenía una velocidad máxima de 32 nudos (59 km/h; 37 mph)
El Königsberg sirvió como buque escuela para cadetes navales durante la década de 1930 y se unió a las patrullas de no intervención durante la guerra civil española en 1936. Después del estallido de la Segunda Guerra Mundial en septiembre de 1939, desplegó campos minados defensivos en el Mar del Norte y luego participó en la Operación Weserübung, la invasión de Noruega, en abril de 1940. Mientras atacaba Bergen, la artillería costera noruega dañó gravemente el buque y fue hundido por cazabombarderos Blackburn Skua británicos al día siguiente en su ubicación. Los restos del naufragio finalmente se recuperaron en 1942 y se desguazaron en 1947.

## Diseño

### Dimensiones y tripulación
El Königsberg tenía 174 metros (571 pies) de eslora total (LOA) y una manga de 15,2 metros (49,9 pies), con un calado máximo de 6,28 metros (20,6 pies). Desplazaba 7700 toneladas largas (7824 t) a plena carga (Δm). El barco tenía una cubierta con un castillo de proa que se extendía por la mayor parte de su eslora y terminaba justo detrás de la torreta superpuesta más a popa. Su superestructura consistía en una torre de mando en proa con un mástil tubular pesado y una torre de mando secundaria más a popa. El Königsberg tenía una tripulación de 21 oficiales y 493 entre suboficiales y marinería.

### Propulsión
Su sistema de propulsión constaba de cuatro turbinas de vapor y un par de motores diésel de cuatro tiempos y 10 cilindros. El vapor para las turbinas era proporcionado por seis calderas de tubos de agua de tipo marino, de doble extremo y alimentadas con petróleo, que se ventilaban a través de un par de embudos. El sistema de propulsión del barco proporcionaba una velocidad máxima de 32 nudos (59,3 km/h; 36,8 mph) y una autonomía de aproximadamente 5700 millas náuticas (10 556,4 km; 6559,4 mi) a 19 nudos (35,2 km/h; 21,9 mph). La potencia así obtenida era de 65 000 HP al eje, con las equivalencias al margen.

### Armamento y blindaje

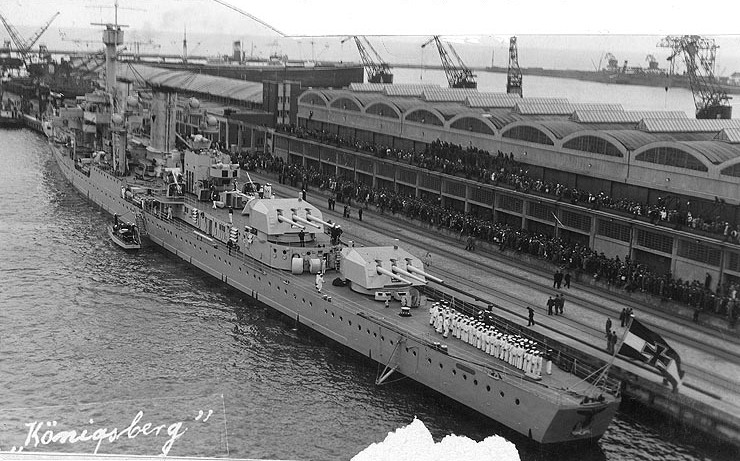
El Königsberg en el puerto de Gdynia (Polonia), ca. 1935, bajo pabellón de la Reichsmarine. Se destaca la posición desplazaba de las baterías principales de popa.

El barco estaba armado con una batería principal de nueve cañones SK C/25 de 150mm (5,9 ") en tres torretas triples. Una estaba ubicada en proa y dos a popa, superpuesta una sobre la otra en popa. La torreta más a popa, que estaba situada sobre la cubierta principal, estaba desplazada a estribor para aumentar su arco de fuego, mientras que la inmediata superior lo estaba al costado de babor por el mismo motivo. Tenían una dotación operacional de 1.080 cartuchos de munición, es decir, 120 proyectiles por cañón. El barco también estaba equipado con dos cañones antiaéreos SK L/45 de 88 mm (3,5") en montajes individuales, con 400 cartuchos de munición cada uno. El Königsberg también llevaba cuatro soportes triples para tubos lanzatorpedos ubicados en el centro del barco y veinticuatro suministrados torpedos de 50 centímetros (19,7 plg). También era capaz de transportar 120 minas navales. El barco estaba protegido por una somera cubierta blindada de 40 milímetros (1,6 plg) de espesor en el centro del barco y un cinturón blindado de 50 milímetros (2 plg) de espesor. La torre de mando tenía costados de 100 milímetros (3,9 plg) de espesor.

## Primeros años

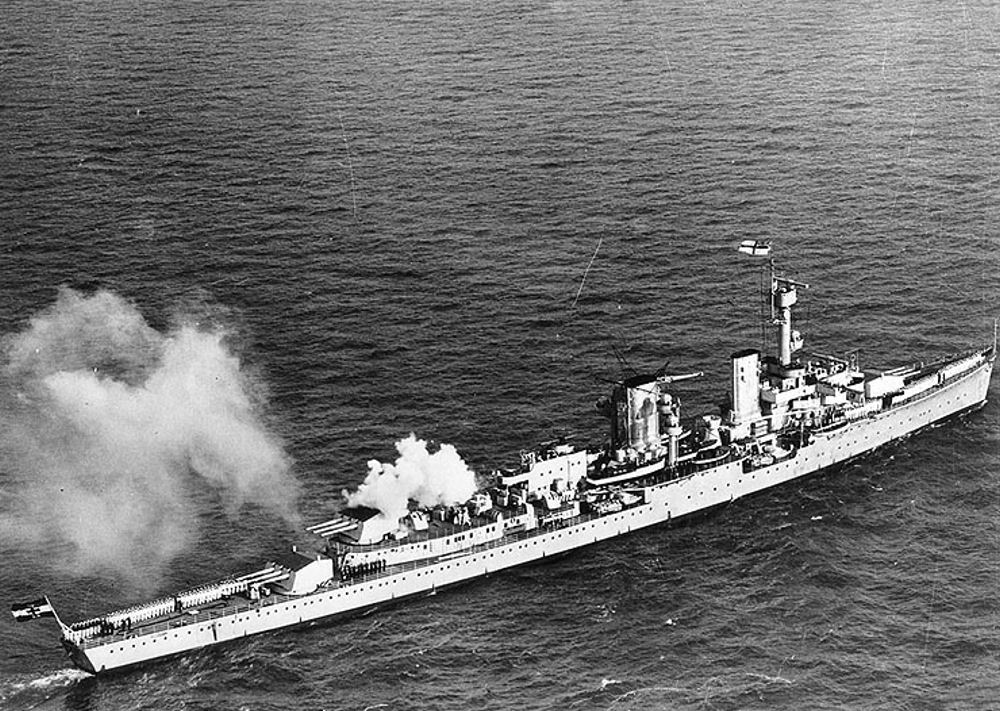
El Königsberg en su visita al Reino Unido en 1934; porta la White Ensign y está haciendo un saludo de cañón

El Königsberg recibió el nombre de "Crucero B" y se le dio el nombre temporal de Ersatz Thetis, ya que estaba destinado a reemplazar al antiguo crucero Thetis. Fue puesto en quilla en el Reichsmarinewerft de Wilhelmshaven el 12 de abril de 1926 y botado el 26 de marzo de 1927. Fue comisionado en la Reichsmarine el 17 de abril de 1929. Después de su puesta en servicio, el barco fue asignado como buque insignia de la fuerza de reconocimiento de la flota alemana. Posteriormente realizó una serie de cruceros de entrenamiento para cadetes navales y realizó numerosas visitas de buena voluntad por todo el mar Mediterráneo. En 1931 se llevó a cabo la primera modificación importante del barco; su trinquete se acortó y su superestructura trasera se alargó ligeramente. Otto von Schrader estuvo al mando del barco desde septiembre de 1931 hasta septiembre de 1934. Hubert Schmundt lo relevó y sirvió como capitán del barco durante el año siguiente. En 1934, se instalaron un par de cañones antiaéreos de 8,8 cm (3,5 pulgadas) en montajes individuales en su superestructura de popa, justo delante de las torretas de su batería principal. Ese mismo año, el buque y el crucero Leipzig realizaron la primera visita de buena voluntad al Reino Unido desde el final de la Primera Guerra Mundial, dieciséis años antes.

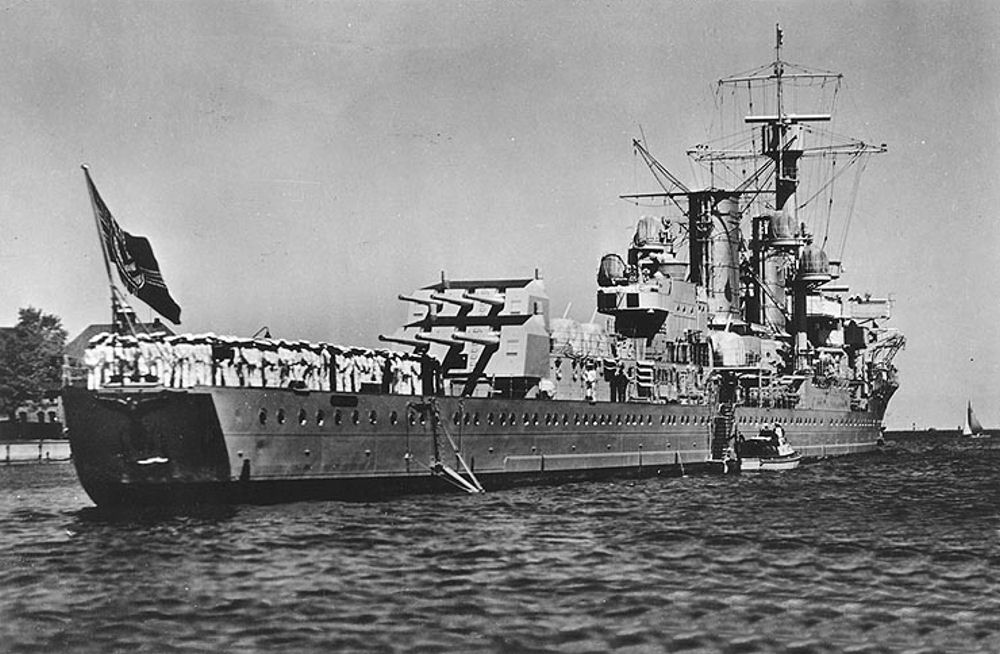
El Königsberg circa 1936, ya bajo pabellón de la Kriegsmarine

En 1935, se instaló en el barco una catapulta de aviones, junto con una grúa para manejar hidroaviones. Al año siguiente, los cañones individuales de 8,8 cm fueron reemplazados por un nuevo montaje doble estabilizado triaxialmente; agregándose otros dos soportes gemelos en la superestructura trasera. También se instalaron directores de control de fuego de los cañones antiaéreos. Después de esta remodelación, el Königsberg fue empleado como buque escuela de artillería. Durante la guerra civil española, entre noviembre de 1936 y enero de 1937, el barco participó en patrullas de no intervención, durante las cuales obligó a los republicanos a entregar un carguero alemán que habían incautado.
Después de regresar a Alemania, el Königsberg reanudó sus tareas de entrenamiento de artillería y también sirvió como banco de pruebas para prototipos de radar. Estaba previsto que fuera trasladado a la Escuela de submarinos, donde sería utilizada como barco objetivo para las tripulaciones de submarinos.

## Segunda Guerra Mundial

### Invasión de Polonia
Su destino como barco objetivo se vio alterado por el estallido de la Segunda Guerra Mundial en septiembre de 1939. Un día antes de la invasión alemana de Polonia, el 31 de agosto, el Königsberg divisó los destructores polacos Burza y Błyskawica en el Báltico. Al comienzo de las hostilidades, el buque y varios otros cruceros alemanes colocaron un campo minado defensivo en el Mar del Norte. Luego se dirigió al Mar Báltico para realizar maniobras de entrenamiento. Kurt-Cäsar Hoffmann sirvió como capitán del barco de junio a septiembre de 1939.

### Bloqueo del Mar del Norte
A finales de 1939 se instaló una bobina desmagnetizadora en el casco del barco. En octubre de 1939, junto con su gemelo el Köln, el crucero de batalla Scharnhorst y seis destructores, fue enviado a Inglaterra para bloquear el acceso de la Home Fleet al Mar del Norte y para que esta saliera hacia el Báltico, en donde había una concentración de la Luftwaffe: la fuerza alemana se dio la vuelta al ser descubierta por la RAF.

### Operación Weserübung

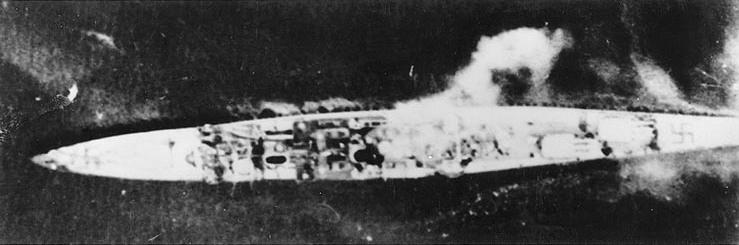
El Königsberg atacado por aviones británicos en Bergen.

El Königsberg regresó al servicio activo en marzo de 1940, cuando fue asignada a la fuerza de invasión para el ataque a Noruega que tuvo lugar a principios de abril de 1940. El Königsberg fue asignado al Gruppe 3 y se le asignó la tarea de transportar 600 soldados de la 69.ª División de Infantería de la Wehrmacht desde Wilhelmshaven a Bergen, Noruega. El Gruppe 3 también incluía a su barco gemelo Köln, el buque escuela de artillería Bremse y los torpederos Wolf y Leopard. Los alemanes abandonaron Wilhelmshaven el 8 de abril y alcanzaron su objetivo al día siguiente, donde el Königsberg transfirió parte del grupo de desembarco a varios buques más pequeños. Luego hizo una travesía a toda máquina hacia el puerto en un intento de desembarcar al resto de la infantería directamente en la ciudad. 
El 9 de abril de 1940, junto con sus buques gemelos, el buque escuela de artillería Bremse y los torpederos Wolf y Leopard, participó en la invasión de Noruega (Operación Weserübung), transportando tropas de Wilhelmshaven a Bergen. Ese mismo día, el Königsberg trató de bombardear el fuerte de Kvarven, el cual estaba armado con cañones de 210 y 240 mm. El Königsberg fue alcanzado por 3 proyectiles de 210 mm y otros 5 de 240 mm, todos ellos a proa, teniendo que retirarse por los daños sufridos. Los impactos le provocaron graves inundaciones e incendios en las salas de calderas que cortaron la energía del barco. A la deriva e incapaz de maniobrar, el Königsberg tuvo que echar anclas y, junto con el Köln, los bombarderos de la Luftwaffe y la infantería, neutralizar los cañones noruegos.
El Königsberg requirió reparaciones importantes antes de poder regresar a Alemania, por lo que fue amarrado temporalmente en el puerto de costado para presentar la máxima potencia de fuego frente a una incursión británica, permitiéndole utilizar todos los cañones de su batería principal simultáneamente. El resto del Gruppe 3 regresó a Alemania. El 10 de abril, los británicos lanzaron otro ataque aéreo contra el barco. La incursión consistió en dieciséis bombardeos en picado de los Blackburn Skua de la Fleet Air Arm (siete del 800 Naval Air Squadron y nueve del 803 Naval Air Squadron), lanzados desde el RNAS Hatston, en las islas Orcadas. El delgado blindaje de la cubierta del Königsberg lo hacía bastante vulnerable al ataque de los bombarderos en picado. Los Skuas atacaron en tres grupos: nueve del 803 NAS, seis del 800 NAS y un avión del 800 NAS que perdió contacto durante el vuelo de ida pero encontró al Königsberg de forma independiente. Los bombarderos en picado atacaron a las 7:20, tomando por sorpresa a la tripulación del barco. La mitad de los bombarderos en picado habían completado sus picados antes de que la tripulación se percatara del ataque. Se informó que sólo un gran cañón antiaéreo estaba disparando una vez cada cinco segundos desde la popa del barco así como con armas antiaéreas más ligeras disparando desde la costa y desde barcos adyacentes aún más tarde.
El Königsberg fue alcanzado por al menos cinco bombas de 500 libras (227 kg), que causaron graves daños al barco. Uno de ellos atravesó el delgado blindaje de la cubierta, atravesó el barco y explotó en el agua, causando importantes daños estructurales. Otro impacto destruyó la sala de calderas auxiliar. Dos bombas más explotaron en el agua junto al barco; la onda expansiva abrió grandes boquetes en el casco. Casi de inmediato el barco empezó a escorarse fuertemente y el capitán ordenó a la tripulación que abandonara el barco. Pasaron poco menos de tres horas desde el inicio del ataque hasta que el barco volcó y se hundió por completo, lo que dio a la tripulación tiempo suficiente para evacuar a una parte importante de fallecidos y heridos. También tuvieron tiempo de retirar una cantidad significativa de municiones y equipo del crucero siniestrado. Únicamente dieciocho hombres murieron en el ataque.

## Destino
Los restos del naufragio fueron reflotados el 17 de julio de 1942 y remolcados a Heggernes (Nyhavn). Posteriormente fue remolcado a Laksevåg (en el lado sur del puerto de Bergen) eliminando la escora. Sin embargo, el casco sólo podía mantenerse a flote mediante un bombeo constante, por lo que fue colocado en el dique flotante de Laksevåg. Desafortunadamente, los restos del naufragio se cayeron cuando se levantó el muelle, causando daños considerables al muelle y dejándolo con una escora de 11 a 13 grados. El casco pudo ser sellado y reflotado, y permaneció en Laksevåg hasta febrero de 1945, cuando fue remolcado a Herdlafjorden y pudo asentarse, con una fuerte escora, en Berlandsundet, al este de Askøy. Terminada la guerra, el casco pudo sanerarse mínimamente y entre el 14 y 15 de septiembre de 1945 se dirigió a Stavanger, con importantes entradas de agua. El desguace se completó allí en 1947.

## Mandos del buque
| Nombre y empleo                                    | Tiempo de servicio                                  |
| -------------------------------------------------- | --------------------------------------------------- |
| Fregattenkapitän Wolf von Trotha                   | 17 de abril de 1929 — 19 de junio de 1929           |
| Fregattenkapitän Robert Witthoeft-Emden            | 24 de junio de 1929 — 2 de septiembre de 1929       |
| Fregattenkapitän Herman Densch                     | 27 de septiembre de 1930 — 25 de septiembre de 1932 |
| Fregattenkapitän/Kapitän zur See Otto von Schrader | 26 de septiembre de 1932 — 24 de septiembre de 1934 |
| Fregattenkapitän/Kapitän zur See Hubert Schmundt   | 25 de septiembre de 1934 — 26 de septiembre de 1935 |
| Fregattenkapitän/Kapitän zur See Theodor Paul      | 27 de septiembre de 1935 — 15 de febrero de 1937    |
| Kapitän zur See Robin Schall-Emden                 | 16 de febrero de 1937 — 2 de noviembre de 1938      |
| Kapitän zur See Ernst Scheurlen                    | 3 de noviembre de 1938 — 26 de junio de 1939        |
| Kapitän zur See Kurt Caesar Hoffmann               | 27 de junio de 1939 — 15 de septiembre de 1939      |
| Kapitän zur See Heinrich Ruhfus                    | 16 de septiembre de 1939 — 10 de abril de 1940      |

### Miembros notables de la tripulación
- Friedrich Kemnade (1911-2008), fue Konteradmiral (equivalente a contraalmirante) de 1968 a 1970, comandante del Área Militar I en Kiel y representante alemán en las Fuerzas Aliadas del Norte de Europa (AFNORTH)
- Hans-Rudolf Rösing (1905-2004), fue comandante de la I Región Militar (Territorialkommando Schleswig-Holstein y Wehrbereichs I) como contraalmirante de 1962 a 1965.
- Robert Witthoeft-Emden (1886-1960), fue agregado naval en la Embajada de Alemania en Washington D. C. (Deutsche Botschaft Washington) de 1933 a 1941 y Vizeadmiral (equivalente a vicealmirante) de la Armada.
- Karl Adolf Zenker (1907-1998), fue el segundo inspector de la marina (Inspekteur der Marine) de 1961 a 1967.